# آموزش محتوا-محور
آموزش محتوا-محور (به انگلیسی: Content-based Instruction) یکی از روش‌های آموزش زبان در چارچوب رویکرد ارتباطی (قوی) است. در این چارچوب استفاده از زبان مورد یادگیری به نوعی بر یادگیری آن مقدم است. به عبارت دیگر، در آموزش محتوا محور، محتوایی به زبان‌آموز آموخته می‌شود و او از رهگذر آن محتوای خاص، زبان را می‌آموزد که در آن مکالمه مقدم بر شکل از قبل تعیین شدهٔ زبانی است، به عبارتی آموزش از طریق مکالمه و نه برای آن انجام می‌پذیرد. آموزش محتوا-محور نوعی آموزش زبان برای موارد خاص (language for specific purposes) است که برنامه آموزشی زبان در بطن برنامهٔ درسی می‌گنجد، این متون کاملا معنادار تهیه می‌شوند تا زبان‌آموزان مهارت‌های زبانی را از طریق مطالعهٔ مهارت‌های حیاتی که برای مواجه با مسائل زندگی و یا ادامهٔ آن مورد نیاز است فراگیرند.
نقش خاص آموزش محتوا- محور (CBI) صرفا در یک برنامه آموزش زبان خلاصه نمی‌شود بلکه یادگیری زبان را با یادگیری دیگر مطالب می‌آمیزد. مطالب مذکور می‌تواند موضوعات و یا عناوینی از قبیل موسیقی مردمی یا ورزش‌هایی باشند که زبان‌آموزان به آنها علاقمندند. اغلب اوقات، مطالب موضوعات درسی دانشگاهی است. (برینتون، اسنو و وشه 2003)
در این رویکرد تمامی آموزش‌ها بر پایهٔ تجربیات زبان‌آموزان استوار است و معلم برای مفاهیم زبانی می‌بایست پلی ارتباطی میان دانسته‌های زبان آموزان و مطالب جدید برقرار کند. بدین معنی که با همراهی زبان‌آموزان، گفته کاملی بسازد تا به آن‌ها کمک کند منظور خود را بیان کنند و توجه زبان‌‎آموزان را به چگونگی استفاده از زبان برای انتقال محتوا جلب کند.
در اروپا نام این روش، یادگیری یکپارچه محتوا و زبان((Content and Language Integrated Learning است. «هر موقعیت آموزشی با اهداف دوگانه که در آن زبانی دیگرکه معمولا زبان مادری زبان آموزان نیست، به عنوان واسطه برای تدریس و یادگیری محتوایی غیر از زبان مورد استفاده قرار می‌گیرد».(مارش 2002:2) در واقع این رویکرد را می‌توان نه یادگیری زبان شمرد و نه یادگیری موضوع درسی، بلکه تلفیقی از هر دو می‌باشد.
نگرش دیگری که همراه با روش CBI ( درمان شناختی رفتاری )است، نگرش کل زبان(top-down) است؛ زبان‌آموزان قبل از آنکه بر روی اشکال دستوری ساختارها در هر جملهٔ مجزا تمرکز کنند، با حدس زدن مفهوم کلی متن می‌پردازند و در ابتدا تلاش می‌کنند که معنای کل متن را دریابند. تصور بر این است زمانی که زبان‌آموزان به استفادهٔ هدف‌دار از معانی زبان می‌پردازند، آن‌ها به یادگیری اشکال زبانی نمی‌پردازند، بلکه کارآیی معنای کل را در نظرمی‌گیرند و درگیر ساختارهای جزئی جملات نمی‌شوند. در واقع دربعضی موارد ممکن است معنی جداگانهٔ اجزای یک جمله، با معنی کل متفاوت باشد در نتیجه روش top-down به بهترین شیوه انجام می‌شود.
از فنون اصلی رویکرد محتوا-محور می‌توان به موضوعات زیر اشاره کرد:
·       دیکتوگلاس (Dictogloss): زبان‌آموزان دو بار به صحبتی کوتاه ویا قرائت متنی گوش می‌دهند، بار اول برای فهم کلی متن و بار دوم برای درک جزئیات و نت برداری. سپس در گروه‌های کلاسی آنچه نوشته‌اند ویرایش می‌کنند.
·       سازنده‌های گرافیکی ((Graphic Organizer: گرافیک‌های تصویری که شامل نمودار، جدول، ستون و تارنما می‌شوند و به زبان‌آموزان کمک می‌کنند تا به ساختار متن پی ببرند. این شیوه در تکالیف درسی از قبیل خلاصه‌نویسی از آنچه زبان آموزان خوانده‌اند مفید است.
·       تجربهٔ زبان (Language Experience Approach): زبان‌آموزان هر کدام دربارهٔ تجارب زندگی‌شان به معلم دیکته می‌کنند و او آن را به زبان مقصد می‌نویسد. از آنجایی که این متون برای زبان‌آموزان مهم تلقی می‌شود و داستان زندگی شاگردان است، ارتباط بین متن و محتوا تسهیل می‌گردد.
·       نگارش فرآیندی(Process Writing): معلم برای تمرین نگارش به زبان‌آموزان موضوعاتی می‌دهند که قبل از نگارش تا اندازه ای با تکنیک طوفان فکری (brainstorming)  آن‌ها را با موضوع آشنا می‌کند.
·       تمرین نگارش(Dialogue Journals): زبان‌آموزان مجلهٔ دیالوگی دارند که در منزل و یا کلاس به‌طور منظم به نوشتن احساساتشان در مورد اینکه چگونه و چه چیزی را یاد می‌گیرند می‌پردازند. در پایان آن را به معلم می‌دهند و برایشان پاسخی می‌نویسد اما آن را تصحیح نمی‌کند.
در سال‌های اخیر، تعدادی از کشورها مثل: استونی، فنلاند، لاتویا، هلند و اسپانیا به‌طور گسترده رویکرد CLIL یا همان CBI را برای فراگیری محتوا و زبان به اجرا درآوردند.